# Ctenomys chapalmalensis
El tuco-tuco fósil (Ctenomys chapalmalensis) es una especie extinguida de roedor del género Ctenomys de la familia Ctenomyidae. Habitó el Cenozoico superior del centro-este del Cono Sur de Sudamérica.

## Taxonomía
Esta especie fue descrita originalmente en el año 1908 por el naturalista, arqueólogo, antropólogo, paleontólogo y geólogo argentino Florentino Ameghino, bajo la combinación científica de "Paractenomys chapalmalensis". Posteriormente fue transferida al género Ctenomys.  
Localidad tipo
La localidad tipo es punta San Andrés (Chapadmalal), partido de General Pueyrredón, sudeste de la provincia de Buenos Aires, centro-este de la Argentina. Se ubica sobre la costa atlántica, entre las ciudades de Mar del Plata y Miramar. Fue colectado en los acantilados costeros.
Holotipo
El holotipo es el catalogado como: MACN 12681; consiste en un cráneo con la serie dentaria completa y una rama mandibular; se encuentra depositado en el Museo Argentino de Ciencias Naturales “Bernardino Rivadavia” (MACN), de la ciudad de Buenos Aires.
Otro resto es el MMP 1225-M, el cual posee un incisivo superior derecho; se encuentra depositado en el Museo Municipal de Ciencias Naturales “Lorenzo Scaglia” (MMP), de la ciudad argentina de Mar del Plata.  
Etimología
El término específico es un topónimo que refiere a la localidad donde fue colectado el tipo: Chapadmalal.
Edad atribuida
Fue exhumado de sedimentos correspondientes a la Formación San Andrés. La edad postulada para el estrato portador es Plioceno superior o tardío, subedad Sanandresense de la edad Uquiense tardío (hoy la base bioestratigráfica del Marplatense superior), subpiso Sanandresense.
La presencia de este roedor en el perfil se tomó como especie indicadora o fósil guía para definir la zona o “biozona de Paractenomys chapadmalalensis”, con una antigüedad aproximada de 2,6 Ma, en el Plioceno tardío, sin alcanzar el Pleistoceno temprano o inferior. 
La diversidad faunística de paleovertebrados de la unidad que integra, muestra fuertes evidencias de aridización.
Caracterización y relaciones filogenéticas
Es la especie tipo del subgénero (o género) "Paractenomys". Ameghino la incluyó en un género propio porque creía que presentaba rasgos tanto de Ctenomys como de Dicoelophorus. El tratamiento que se le otorgó primeramente fue de mantenerlo elevado al nivel genérico, aunque finalmente pesó más la recomendación de transferirlo, como subgénero, a Ctenomys.
Ctenomys (Paractenomys) chapalmalensis incluye a Ctenomys (Paractenomys) ameghinoi Rusconi, 1930.